# 拉日
拉日（葡萄牙語：Laje）是巴西巴伊亚州的一个市镇。总面积498.089平方公里，总人口21108人，人口密度42.4人/平方公里。